# Tù có thời hạn
Tù có thời hạn hay hình phạt tù có thời hạn, phạt tù có thời hạn (Tiếng Anh là fixed-term imprisonment) đều là những cụm từ chỉ việc giam giữ những người phạm tội trong nhà tù, tước đi quyền tự do của họ trong một thời hạn nhất định. Về mặt pháp luật thì việc này được hiểu là việc của cơ quan, người có thẩm quyền theo quy định của pháp luật buộc người bị kết án phạt tù khi mà bản án đã có hiệu lực pháp luật phải chịu sự quản lý giam giữ, giáo dục, cải tạo trong trại giam, trại tạm giam trong thời gian nhất định. Ở Việt Nam, tù có thời hạn là một trong 7 hình phạt chính áp dụng đối với người phạm tội, là hình phạt nặng chỉ đứng sau tù chung thân và tử hình.
Mục đích của hình phạt này không chỉ nhằm trừng trị người phạm tội mà còn giáo dục họ ý thức tuân theo pháp luật và các quy tắc của cuộc sống, ngăn ngừa họ phạm tội mới; giáo dục người khác tôn trọng pháp luật, phòng ngừa và đấu tranh chống tội phạm. Sau khi ra tù thì người phạm tội có thể trở thành người lương thiện, có ích cho xã hội.

## Tù có thời hạn đối với người chưa thành niên
Về bản chất người chưa thành niên là những người chưa phát triển toàn diện về thể chất, chưa phát triển đầy đủ về nhân cách cũng như về mặt đạo đức. Ý thức chấp hành, tôn trọng pháp luật cũng còn hạn chế. Cho nên đối với người chưa thành niên phạm tội thì trong trường hợp phạt tù thì ở đa số các quốc gia đều có mức phạt tù nhẹ hơn so với người đã thành niên phạm tội.
Ở Việt Nam cũng thế, đối với người chưa thành niên phạm tội, sẽ chia thành 02 mốc giai đoạn là người phạm tội phạm tội khi từ đủ 16 tuổi đến dưới 18 tuổi và từ đủ 14 tuổi đến dưới 16 tuổi. Trường hợp phạm tội khi từ đủ 16 tuổi đến dưới 18 tuổi nếu hình phạt cao nhất được áp dụng là tù chung thân, tử hình thì đối tượng này sẽ bị phạt tù có thời hạn cao nhất là 18 năm; nếu là tù có thời hạn thì sẽ không quá ba phần tư mức phạt tù mà điều luật quy định. Trường hợp phạm tội khi từ đủ 14 tuổi đến dưới 16 tuổi nếu hình phạt cao nhất được áp dụng là tù chung thân, tử hình thì đối tượng này sẽ bị phạt tù có thời hạn cao nhất là 12 năm; nếu là tù có thời hạn thì sẽ không quá một phần hai mức phạt tù mà điều luật quy định.

## Án tù có thời hạn trên thế giới
Ở Mỹ, tù có thời hạn gồm bất kỳ thời hạn nào, không quá 25 năm, không quá 12 năm, không quá 6 năm, không quá 3 năm đối với những tội nặng; không quá 1 năm, không quá 6 tháng và không quá 30 ngày đối với tội thường; đối với tội nhẹ là không quá 5 ngày.
Ở Anh, đối với bản án là hình phạt tù có xác định thời hạn, bản án sẽ do Tòa án ấn định thời hạn đó. Tù có thời hạn ở Anh có thời hạn tối thiểu là 01 ngày và tối đa là 25 năm.
Ở Trung Quốc, hình phạt tù ở Trung Quốc được chia thành tù có thời hạn và tù chung thân. Thời hạn phạt tù có thời hạn không dưới sáu tháng nhưng không quá 15 năm, hình phạt tù có thời hạn theo quyết định không quá 25 năm nếu tổng thời hạn phạt tù từ 35 năm trở lên.

## Tù có thời hạn tại Việt Nam
Ở Việt Nam thì tù có thời hạn đối với người phạm một tội có mức tối thiểu là 03 tháng và mức tối đa là 20 năm. Tuy nhiên đối với trường hợp tổng hợp hình phạt, người phạm nhiều tội có thể bị phạt tù có thời hạn lên đến 30 năm. Ngoài ra, cũng sẽ không áp dụng hình phạt tù có thời hạn đối với người lần đầu phạm tội ít nghiêm trọng do vô ý và có nơi cư trú rõ ràng.
Để thi hành quyết định thi hành án phạt tù có thời hạn thì cần có quyết định thi hành án của Chánh án Tòa án đã xét xử sơ thẩm vụ án.
Phạm nhân (người đang chấp hành án phạt tù có thời hạn) có các quyền, nghĩa vụ như sau:
Quyền được được bảo hộ tính mạng, sức khỏe, tài sản, tôn trọng danh dự, nhân phẩm; được phổ biến quyền và nghĩa vụ của mình, nội quy cơ sở giam giữ phạm nhân; Được bảo đảm chế độ ăn, ở, mặc, đồ dùng sinh hoạt cá nhân, chăm sóc y tế theo quy định; gửi, nhận thư, nhận quà, tiền; Được lao động, học tập, học nghề; Được gặp, liên lạc với thân nhân, đại diện cơ quan, tổ chức hoặc cá nhân; đối với phạm nhân là người nước ngoài được thăm gặp, tiếp xúc lãnh sự; ...
Phạm nhân vẫn có quyền được đọc sách, báo, nghe đài, xem truyền hình phù hợp với điều kiện của nơi chấp hành án; được tham gia hoạt động thể dục, thể thao, sinh hoạt văn hóa, văn nghệ; được sử dụng kinh sách, bày tỏ niềm tin tín ngưỡng, tôn giáo theo quy định của pháp luật; Và được khen thưởng khi có thành tích trong thời gian chấp hành án phạt tù.
Bên cạnh đó, phạm nhân cũng đồng thời có các nghĩa vụ chấp hành bản án, quyết định của Tòa án có hiệu lực pháp luật, quyết định của cơ quan quản lý thi hành án hình sự, cơ quan thi hành án hình sự trong quá trình thi hành án. Chấp hành nội quy của cơ sở giam giữ phạm nhân, các tiêu chuẩn thi đua chấp hành án;...
Phạm nhân đã chấp hành được ít nhất một phần ba thời hạn phạt tù, có nhiều tiến bộ thể hiện ở việc chấp hành tốt Nội quy trại giam, tích cực học tập, lao động cải tạo thì có thể được xem xét giảm thời hạn chấp hành án phạt tù. mỗi lần có thể được giảm từ một tháng đến ba năm. Mỗi phạm nhân có thể được giảm thời hạn chấp hành án phạt tù nhiều lần, nhưng phải bảo đảm thời hạn thực tế chấp hành án phạt tù được một phần hai mức hình phạt tù đã tuyên.
Ngoài ra, những phạm nhân về tội phạm nghiêm trọng, tội phạm rất nghiêm trọng hoặc tội phạm đặc biệt nghiêm trọng mà đã được giảm thời hạn chấp hành án phạt tù; Hoặc phạm nhân về tội phạm ít nghiêm trọng có thể được tha tù trước thời hạn khi có đủ các điều kiện sau đây: phạm tội lần đầu; có nhiều tiến bộ, có ý thức cải tạo tốt; có nơi cư trú rõ ràng; đã chấp hành xong hình phạt bổ sung là hình phạt tiền, nghĩa vụ bồi thường thiệt hại và án phí; đã chấp hành được ít nhất là một phần hai mức phạt tù (trong trường hợp phạm nhân là người có công với cách mạng, thân nhân của người có công với cách mạng, người đủ 70 tuổi trở lên, người khuyết tật nặng hoặc khuyết tật đặc biệt nặng, phụ nữ đang nuôi con dưới 36 tháng tuổi thì chỉ cần đã chấp hành được ít nhất là một phần ba mức phạt tù).